# Holger Wederkinch
Holger Wederkinch, (Copenhague, 3 mars 1886 - 24 décembre 1959) est un sculpteur danois.
Une de ses œuvres, La France renaissante, se trouve à la pointe amont de l'île aux Cygnes, devant le pont de Bir-Hakeim. Elle a été offerte par la communauté des Danois de Paris en 1930.